# Východní Slované

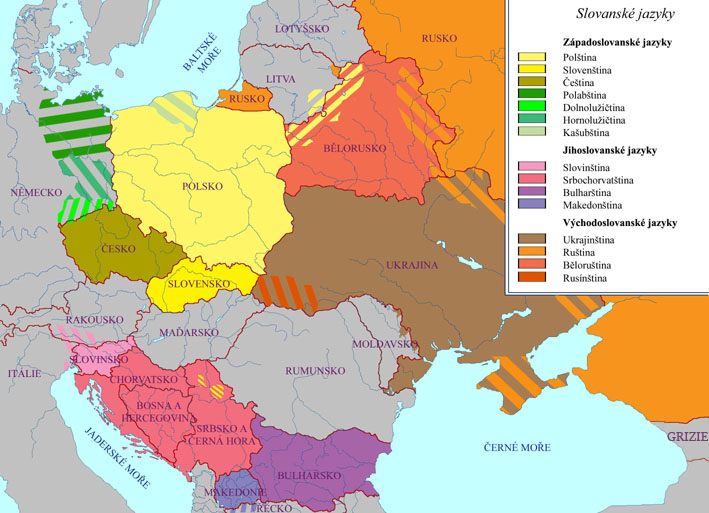
Geografické rozložení Slovanů podle jazyků

Východní Slované tvoří východní etnickou skupinu Slovanů, která používá Východoslovanské jazyky. Historicky se z ní vyvinuli dnešní Rusové, Ukrajinci, Bělorusové, Rusíni a další menší národy, z nichž každý má vlastní bohatou historii.

## Historie

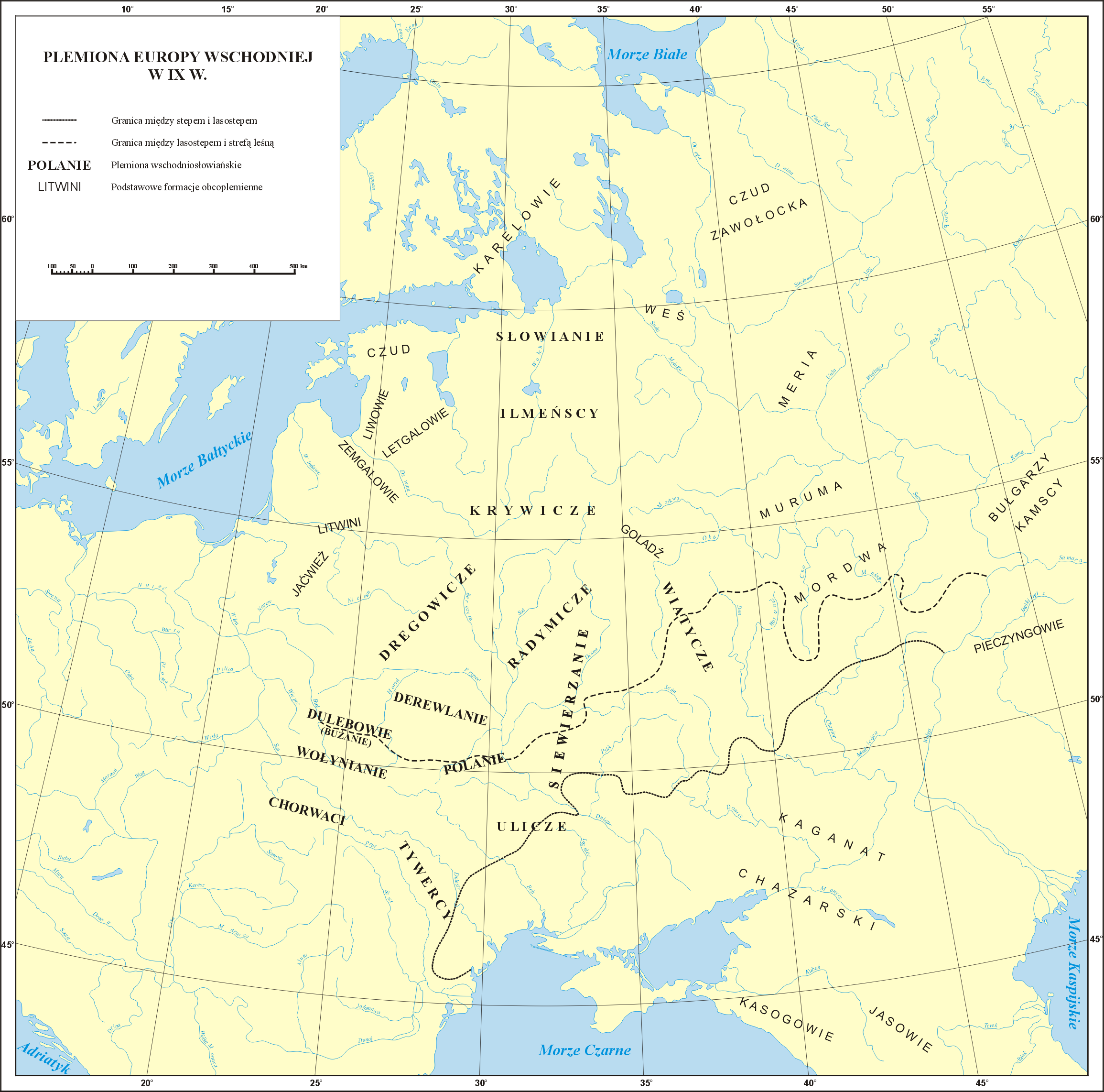
Východoslovanské kmeny

Do přibližně 9. století se toho ví o východních Slovanech poměrně málo. Hlavním důvody jsou tehdejší neexistence psaného jazyka (Cyrilice byla vytvořena v roce 863) a značná odlehlost východoslovanských zemí. Poznatky získáváme pouze z archeologických vykopávek, útržků zpráv cestovatelů a srovnávacích studií slovanských jazyků.
Kromě kontroverzní tzv. Velesovy knihy existuje před 11. stoletím velmi málo původních ruských písemných památek. Nejstarší známý rukopis pojednávající o staroruské historii je tzv. Povesť vremennych let (také tzv. Kyjevský letopis, dříve podle jejího údajného autora mnicha Nestora též. Nestorova kronika či Nestorův letopis) napsaná na přelomu 11. a 12. století. Je v ní vyjmenováno dvanáct slovanských tzv. plemen (kmenových svazů či národů), které se do 9. století usadily v oblasti mezi Baltským a Černým mořem. Těmito kmeny jsou Polané, Drevljané (Děrevljané), Dregoviči, Radimiči, Vjatiči, Kriviči, Ilmeňští Slované, Dulěbové (Doudlebové), Bílí Chorvati (Charváti), Severjané, Uliči (Ugliči), Tiverci.
Podle dostupných archeologických a jazykovědných důkazů historikové dovozují, že Slované (Praslované), tehdy nazývaní pravděpodobně jako Venetové (Venedové), začali tvořit samostatnou indoevropskou etnickou skupinu v polovině 2. tisíciletí př. n. l. pravděpodobně v oblastech dnešního Polska, Běloruska a severozápadní Ukrajiny, v 8. století př. n. l. vstoupili do doby železné a začala jejich postupná migrace východním a jižním směrem.
V následujících stoletích se slovanští osadníci potkávali s jinými etnickými skupinami, které buď žily nebo se přestěhovaly do východoevropských rovin. Mezi 1. a 9. stoletím n. l. migrovali přes region Ruska Gótové kočovní Skythové, Sarmati, Alani, Hunové, Avaři a Maďaři. Někteří z nich si mohli místní Slovany částečně podmanit. V tomto období zde Slované expandují jako zemědělci, sběrači medu, lovci, rybáři a pastevci; od 6. století již tvoří Slované hlavní etnickou skupinu na východoevropských rovinách. Někteří z předchozích obyvatel území, tedy íránských národů, byli Slovany absorbováni a slavizováni

### Obyvatelé východoevropských rovin

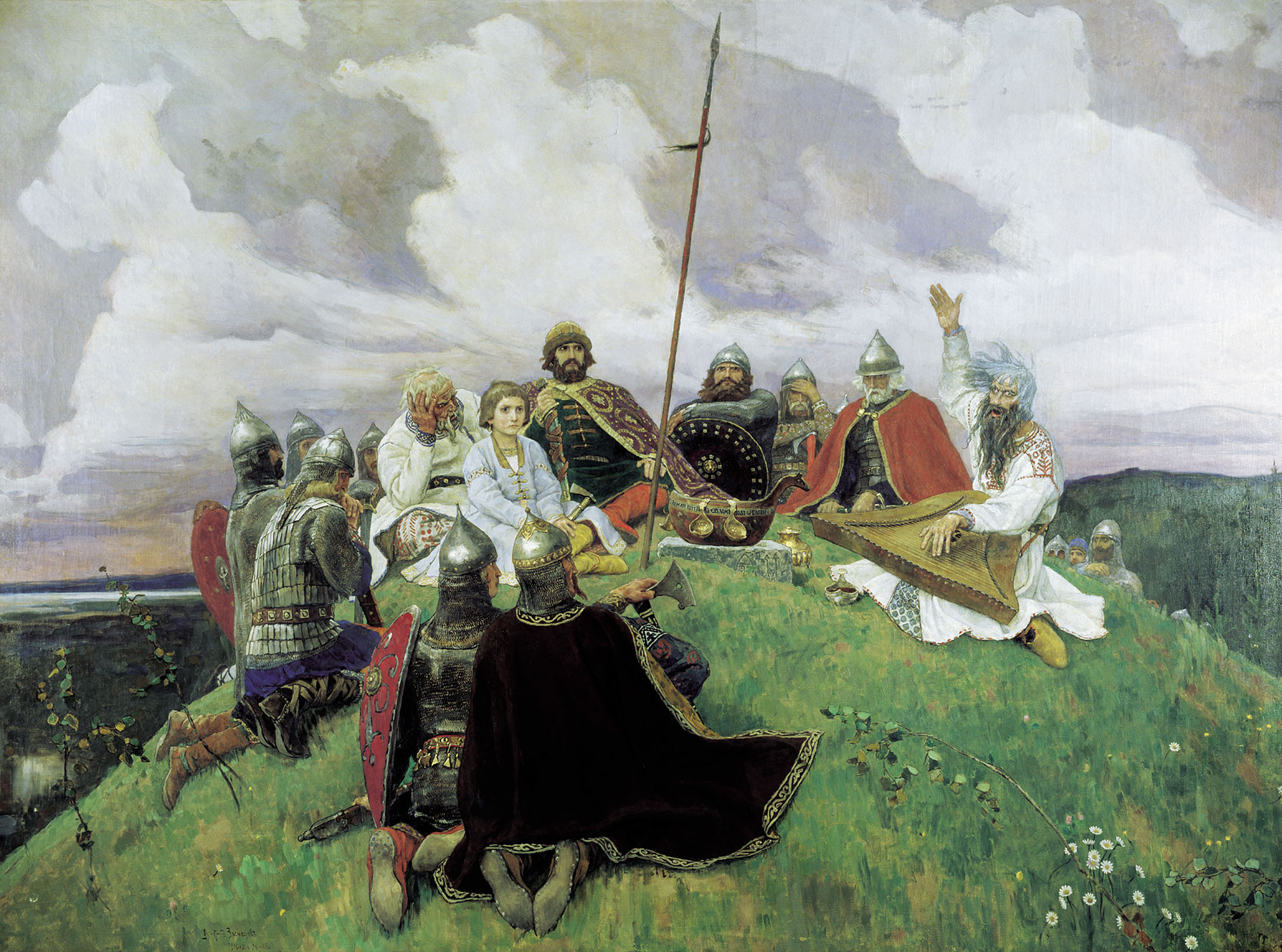
Viktor Vasněcov. Bojan (1910).

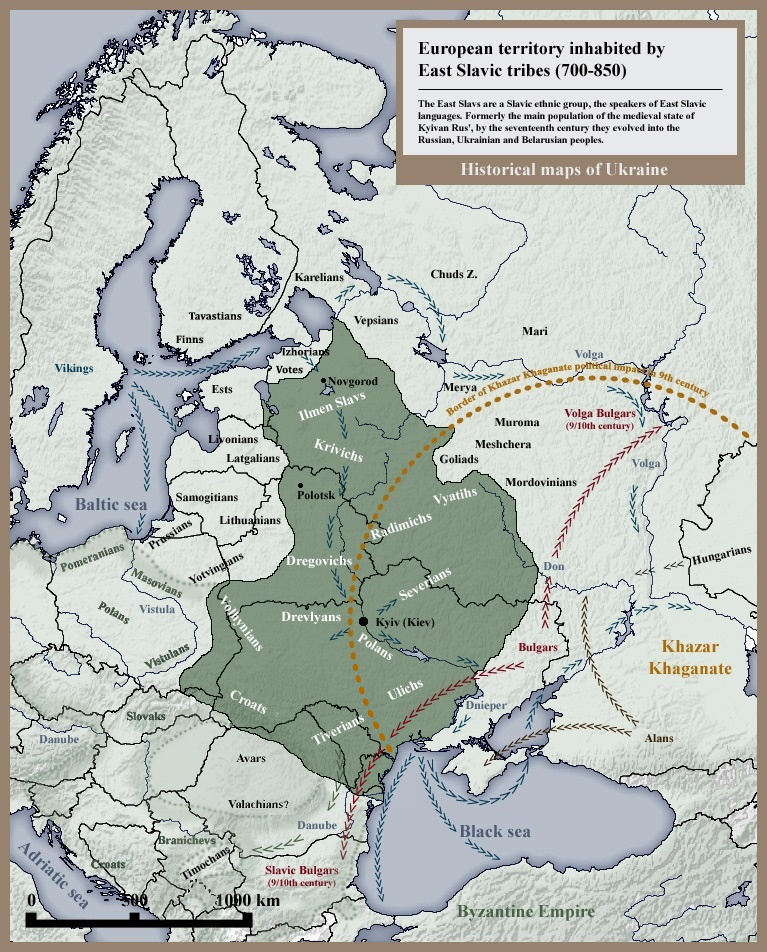
Maximální rozsah evropského území obývaného východoslovanskými kmeny – předchůdci Kyjevské Rusi, prvního východoslovanského státu – v 8. a 9. století.

Přibližně od roku 600 dochází k jazykovému rozdělení Slovanů na jižní, západní a východní větev. Východní Slované praktikovali zemědělskou metodu žďáření, která využila rozsáhlých lesních porostů, kde se usazovali. Tato metoda zemědělství spočívala ve vyčistění lesních ploch ohněm, jejich obdělání a následném přesunu po několika letech. Zemědělství pomocí žďáření vyžaduje častý pohyb, protože takto obdělaná půda poskytuje dobré sklizně jen po dobu několika let než se vyčerpá. Využívání žďáření východními Slovany vysvětluje jejich rychlé rozšíření na území východní Evropy.
Východní Slované zaplavili východní Evropu ve dvou proudech. Jedna skupina kmenů se usadila podél řeky Dněpr na území dnešní Ukrajiny a Běloruska na severu; dále se rozšířili severním směrem do severního údolí řeky Volhy, východně od dnešní Moskvy a západně do povodí řek severního Dněstru a Jižního Bugu v dnešním Moldavsku a jižní Ukrajině. Tato poloha jim umožňovala kontrolovat obchod mezi regionem Skandinávie-Baltské moře a východními částmi Římské říše, zejména Byzantskou říší a řeckými koloniemi na severním pobřeží Černého moře (viz Obchodní cesta od Varjagů k Řekům). Další skupina východních Slovanů se přesunula na severovýchod, kde se setkala s Varjagy a založila důležité regionální centrum Novgorod. Stejná slovanská populace také osídlila dnešní Tverskou oblast a region v okolí Belozersku. Když dorazili do země ugrofinských Merjů poblíž Rostova, spojili se s dněperskou skupinou Slovanů. Obchodní styky udržovali s Vikingy i Byzantinci. Kyjev – budoucí hlavní město Rusi – bylo pravděpodobně založeno v 5. až 6. století jako pevnost, která kontrolovala řeku Dněpr a kde se vybíraly daně od lodí, které se vracely z Byzance. V následujících pětistech letech bylo postaveno mnoho dalších měst.
V čele kmenových svazů stál kníže, velkou moc měli bojaři (obdoba šlechty), kteří vlastnili většinu pozemků a rolníci tak na nich byli plně závislí.
V 8. a 9. století se musely některé východoslovanské kmeny podvolit turkickým Chazarům, kteří na konci 8. nebo v 9. století přijali Židovskou víru a usadili se v oblasti jižní Volhy, na Kavkaze, a jejich říše v té době sahala až k dolnímu Dněpru a Krymu.

### Východní Slované a Varjagové
V polovině 9. století pravděpodobně ovládli oblasti východních Slovanů (Kyjevskou oblast Polanů a Novgorodskou oblast Slovanu) skandinávští bojovníci a obchodníci, tzv. Varjagové (všeobecněji nazývaní Vikingové). Tito stáli pravděpodobně u vzniku prvního státního útvaru východních Slovanů, Kyjevské Rusi i její vládnoucí dynastie Rurikovců (zakladatel Rurik, více viz Rus (národ), Normanská teorie vzniku ruského státu a Kyjevská Rus).

### Po Kyjevské Rusi
Rozpad Kyjevské Rusi v 11. století vyústil ve značné přesuny obyvatel a politické, sociální a ekonomické přeskupení. Výsledek spojení těchto faktorů vyústil ve vznik nových národů. Tyto procesy však začaly dlouho před pádem Kyjeva, jeho pád tento postupný vývoj urychlil do významné jazykové a etnické diferenciace Rusů a východních Slovanů na Ukrajince, Bělorusy a Rusy. To všechno zdůraznila následná politika území, do kterých tyto skupiny migrovaly: jihozápadní a západní ruské skupiny, ze kterých vzešly rusínská a později ukrajinská a běloruská identita, podléhala litevskému a později polskému vlivu, zatímco ruská etnická identita se vyvíjela pod vlivem moskevského knížectví na severovýchodě a Novgorodu na severu.
V 11. a 12. století způsobovaly neustálé vpády kočovných turkických kmenů jako jsou Kypčaci (Kumáni) a Pečeněhové masivní migraci východoslovanských obyvatel do bezpečnějších silně zalesněných oblastí na severu (viz divoká pole).

## Výchoslovanské skupiny
- Bělorusové
  - Litvíni
- Rusové
  - Pomorové
  - Donští kozáci
  - Uralští kozáci
  - Semejskije (Starověrci)
  - Lipované
  - Duchoborci
- Rusíni
  - Bojkové
  - Huculové
  - Lemkové
  - Panonští Rusíni
- Ukrajinci

- Přechodné skupiny
  - Kozáci (Rusové-Ukrajinci)

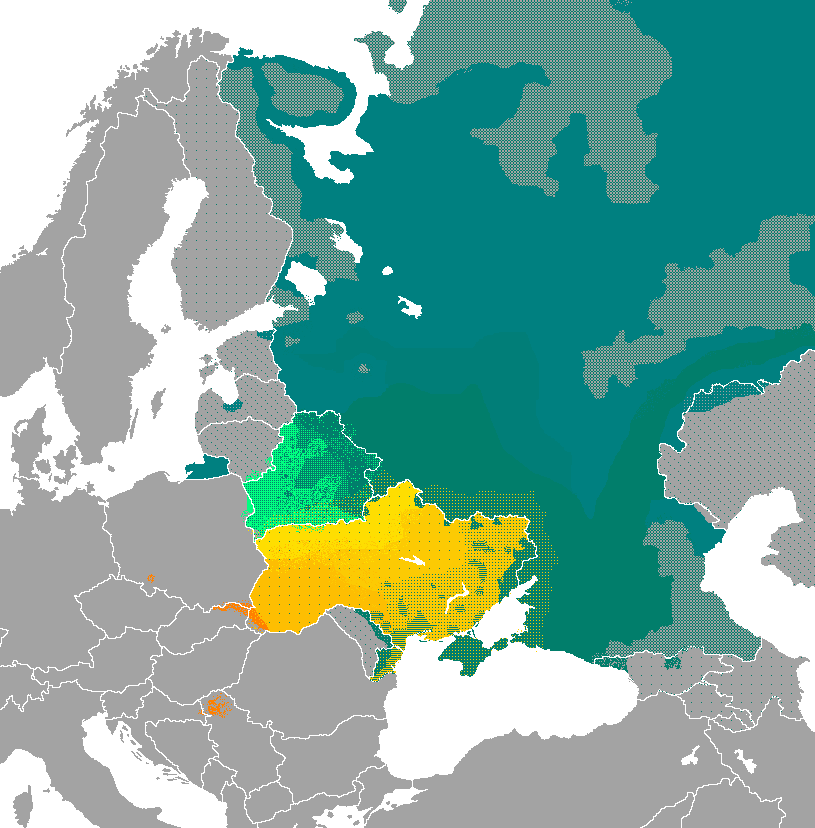
Východoslovanské jazyky.
ruština
běloruština
ukrajinština
rusínština

  - Gorjuni (Rusové-Ukrajinci-Bělorusové)
  - Poleščukové (Bělorusové-Ukrajinci)